# 鳥羽 (企業)
株式会社鳥羽（とば）は、富山県富山市に本社を置く自動制御機器、電機機器、油圧空圧機器、伝導用品、産業用ロボットの製造を行う企業である。

## 概要
産業用3Dカメラ、搬送ロボット、リニアコンベアモジュール、ポータブル水質計、パワフルアームなど、産業用の機械の製造を手掛けている。
本社以外に、魚津市、金沢市、福井市などにも営業所が置かれている。

## 沿革
1923年9月1日、富山市荒町1番21号地に、村井順三の個人企業『鳥羽電機販売所』として創業。1945年8月1日の富山大空襲で店舗が焼失したものの、1948年に再建された。1954年2月22日に鳥羽商店として設立し、1966年9月1日に富山市赤江町に新社屋を建設して移転。1987年8月1日に現社名に改称し、2008年8月1日に現在地に本社を移転させた。

## 関連会社
- 鳥羽システム株式会社[1]
- アスカエンジニアリング株式会社[1]
- アクテック株式会社[1]